# دیوید فورنل
دیوید فورنل (انگلیسی: David Furnell؛ زادهٔ ژوئن ۱۸۷۴) بازیکن فوتبال اهل بریتانیا است.